# Georg-Heinrich Lehzen
Georg-Heinrich Lehzen oder schlicht Georg Lehzen (geboren 22. September 1834 in Kolkhagen; gestorben 4. Juni 1910 in Hannover) war ein deutscher Lehrer und Imker. Er hatte einen Ruf als „Altmeister der Lüneburger Korbimkerei“ und gilt als „Vater“ des Deutschen Imkerbundes (D.I.B.), der ihn zum Ehrenvorsitzenden ernannte.

## Leben

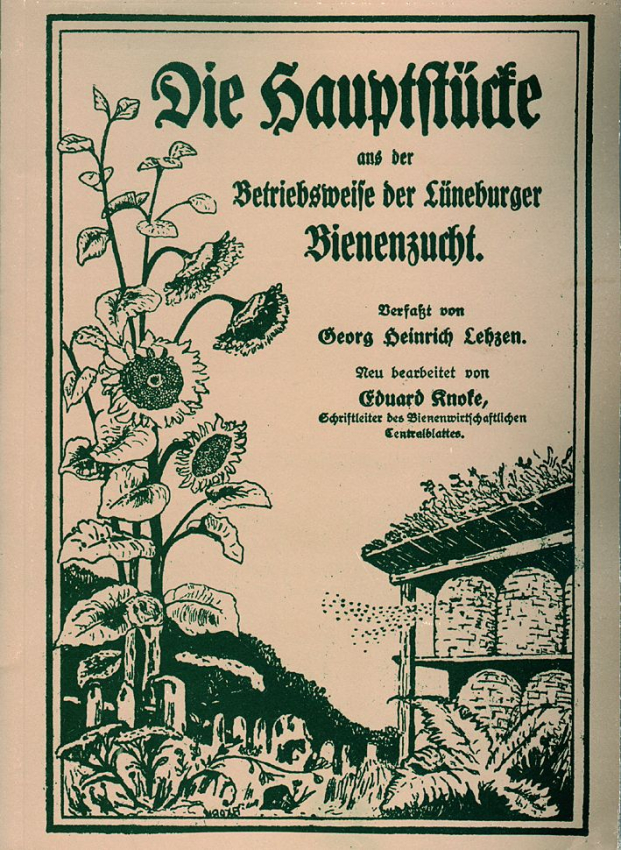
Umschlagtitel Die Hauptstücke aus der Betriebsweise der Lüneburger Bienenzucht, 4. Auflage, 1922;
neu bearbeitet von Eduard Knoke

Der vor Beginn der Industrialisierung im Königreich Hannover Geborene wirkte nach der Reichsgründung ab dem Jahr 1873 als Chefredakteur der Zeitschrift Bienenwirtschaftliches Zentralblatt. 1887 wurde er zum Vorsitzenden des Hannoverschen Imkervereins gewählt, 1903 zum Ersten Vorsitzenden des Deutschen Imkerbundes und 1907 gewählter Erster Vorsitzender des Deutschen Bienenwirtschaftlichen Zentralvereins.
In seinem Todesjahr 1910 wohnte der „Hauptlehrer a. D.“ im 1. Stockwerk des Hauses Stolzestraße 5. Dort auch wurde sein Leichnam aufgebahrt, bevor Lehzen – 7 Jahre nach dem Tod seiner Ehefrau – in dem durch einen schwarzen Obelisken gekennzeichneten Familiengrab auf dem Stadtteilfriedhof Nackenberg beigesetzt wurde, in dem zuvor das im Alter von 31 Jahren verstorbene einzige Kind des Ehepaares, Dr. med. Georg Lehzen bestattet wurde. Der Trauerzug wurde vom Misburger Damm aus bis durch die ehemalige Haupt-Wirkungsstätte und „Heimat“ der Lehrerfamilie des Bienenkundlers in Kleefeld unter anderem von Mitglieder der Freimaurerloge Friedrich zum weißen Pferde begleitet.
Eine Abbildung Lehzens findet sich in August Bohnenstengels 1932 erschienener Chronik Der Deutsche Imkerbund ... (siehe Literatur).
Nachfolger Lehzens als Redakteur des Bienenwirtschaftlichen Zentralblattes wurde Eduard Knoke (1867–1953). Von beiden Persönlichkeiten gelangten „zahlreiche Bücher und Zeitschriftenbände“ mit den Eigentumsvermerken der Redakteure in die Bibliothek des Niedersächsischen Landesinstituts für Bienenkunde in Celle.

## Lehzen-Medaille
Der Landesverband Hannoverscher Imker und der Landesverband der Imker Weser-Ems verleihen verdienten Imkern die „äußerst selten vergebene“ Lehzen-Medaille. Sie ist die höchste niedersächsische Imkerehrung.

## Schriften (Auswahl)
- Georg Heinrich Lehzen: Die Hauptstücke aus der Betriebsweise der Lüneburger Bienenzucht, Hannover: Buchhandlung von Georg Brandes, 1880; Digitalisat des Deutschen Zentralbibliothek für Medizin (ZB MED) - Informationszentrum Lebenswissenschaften
  - neu bearbeitet von Eduard Knoke, 4. Auflage, Hannover: Verlag des Bienenwirtschaftlichen Centralvereins, 1922; Inhaltsverzeichnis
- August von Berlepsch (Verf.), Georg Lehzen (Bearb.): A. v. Berlepsch' Bienenzucht nach ihrem jetzigen rationellen Standpunkte, 5. Auflage, Berlin: Verlagsbuchhandlung Parey, 1907; Digitalisat über die Universität Regensburg